# Litoprosopus
Litoprosopus là một chi bướm đêm thuộc họ Erebidae.

## Loài
- Litoprosopus bahamensis Hampson, 1926
- Litoprosopus coachella Hill, 1921
- Litoprosopus confligens Walker, 1857
- Litoprosopus futilis Grote & Robinson, 1868
- Litoprosopus haitiensis Hampson, 1926
- Litoprosopus hatuey (Poey, 1832)
- Litoprosopus puncticosta Hampson, 1926